# Contes d'Espagne et d'Italie
Contes d'Espagne et d'Italie est le premier recueil de poèmes d'Alfred de Musset, publié en décembre 1829. Il contient la fameuse Ballade à la lune, qui déclencha la fureur des « classiques ».
Le recueil se distingue par le mélange des genres : stance, sonnet, chanson, dialogue rimé (Don Paez), pièce dramatique (Les Marrons du feu), etc. L'auteur utilise une diversité de vers : alexandrins, octosyllabes, etc. Il prend des libertés par rapport aux formes classiques de la versification : désarticulation des vers, enjambement des strophes.
L'Espagne est présente par le conte de Don Paez et les petites pièces Barcelone, Madrid. L'Italie est représentée par Portia, Venise et Les Marrons du feu. Mais d'autres pièces n'ont de rapport ni avec l'Espagne, ni avec l'Italie, pays où Musset n'était alors jamais allé mais qui étaient à la mode dans les cercles romantiques.